# Cristin Alexander
Cristin Joy Alexander (George Town, 1987) è una modella britannica, incoronata Miss Isole Cayman 2011, il 31 luglio 2010.
In qualità di rappresentante ufficiale delle Isole Cayman ha partecipato al concorso di bellezza internazionale Miss Mondo, che si è tenuto a Sanya, in Cina.
Cristin Alexander ha rappresentato il proprio territorio anche alla sessantesima edizione di Miss Universo, che è tenuto a San Paolo, Brasile nel settembre 2011. In occasione del concorso la Alexander non è riuscita a superare le fasi preliminari del concorso.